# San José (Coronel Suárez)
Pour les articles homonymes, voir San José.
San José est une localité argentine située dans le partido de Coronel Suárez, dans la province de Buenos Aires. Elle est située à seulement 5 km au sud de la ville de Coronel Suárez (chef du district), et à 550 km au sud-ouest de la ville autonome de Buenos Aires.

## Démographie
La localité compte 2 234 habitants (Indec, 2010), ce qui représente une augmentation de 4,6 % par rapport au recensement précédent de 2001 qui comptait 2 135 habitants.

## Religion
| Diocèse  | Bahía Blanca    |
| -------- | --------------- |
| Paroisse | San José Obrero |